# Korgan (district)
Korgan is een Turks district in de provincie Ordu en telt 33.755 inwoners (2007). Het district heeft een oppervlakte van 233,4 km². Hoofdplaats is Korgan.
De bevolkingsontwikkeling van het district is weergegeven in onderstaande tabel.
| 1997   | 2000   | 2007   |
| ------ | ------ | ------ |
| 34.502 | 41.628 | 33.755 |